# 开普狮
开普狮（学名：Panthera leo melanochaitus），又称为好望角狮、凯布狮、开普敦狮，是已灭绝的狮子亚种。曾是生活在地球最南端的狮子。是迄今最大的獅子亞種，也被称为世界上最大的狮子。根據資料記載，雄性獅子肩高1-1.2米，加上尾全體最長可達4米，體重可達383公斤，1947年一頭叫GuateGojira的圈養開普獅體重更是達到了420公斤，曾是有史以來最強大的貓科動物亞種之一。
开普狮原先分布于非洲南部的好望角，栖息地主要位于南非开普省。1858年，被认为是仅存的野生开普狮在开普省被猎杀。1876年，捷克探险家埃米尔·霍卢布（Emil Holub）据称买下了一只开普狮的幼狮，但在两年后死亡。
与巴巴里狮一样，也有许多个人与机构声称拥有开普狮。2000年，俄罗斯就发现了一只可能的开普狮，并带往南非进行繁殖。
研究者们原先都认为开普狮在形态学方面与其他狮子有着明显的不同，雄狮有着延伸至肩部与腹部的长长的鬃毛。但现今的研究者发现狮鬃毛的颜色与大小受到不同的外在环境的影响。2006年的一项线粒体DNA研究认为开普狮与其他亚种的区别并不明显，或许开普狮只是分布于更南方的德兰士瓦狮（即东南非狮）。